# Duta xyfona
Duta xyfona är en stekelart som beskrevs av Mikhail Vasilievich Kozlov och Lê 2000. Duta xyfona ingår i släktet Duta och familjen Scelionidae. Inga underarter finns listade i Catalogue of Life.